# Liste des conseillers régionaux des Côtes-d'Armor
Le département français des Côtes-d'Armor compte actuellement 17 conseillers régionaux sur les 83 élus qui composent le conseil régional de Bretagne.

## Évolution du nombre de conseillers régionaux élus
Actuellement, le nombre de conseillers régionaux élus dans les Côtes-d'Armor est fixé à 17, soit un de plus que lors de la précédente mandature. Celui-ci a évolué au fil du temps puisqu'on comptait 16 sièges à pourvoir dans le département lors des premières élections régionales.
| 1986-1992 | 1992-1998 | 1998-2004 | 2004-2010 | 2010-2015 | 2015-2021 | 2021-2028 |
| --------- | --------- | --------- | --------- | --------- | --------- | --------- |
| 16        | 16        | 16        | 18        | 17        | 16        | 17        |

## Listes par mandature

### 2021-2028
Les Côtes-d'Armor comptent 17 conseillers régionaux sur les 83 élus composant l'assemblée du conseil régional de Bretagne issue des élections des 20 et 27 juin 2021.
|                     | Fanny Chappé              | PS     | 01 | Bretagne démocrate sociale et écologiste                   | Maire de Paimpol                                       |
|                     | Arnaud Lécuyer *          | PS     | 02 | Bretagne démocrate sociale et écologiste                   | Maire de Saint-Pôtan, président de Dinan Agglomération |
|                     | Gaby Cadiou               | DVG    | 03 | Communistes et progressistes                               | —                                                      |
|                     | Arnaud Toudic             | ECO    | 04 | Bretagne ma vie                                            | —                                                      |
|                     | Gaëlle Nique              | PS     | 05 | Bretagne démocrate sociale et écologiste                   | Conseillère municipale de Saint-Brieuc                 |
|                     | Guillaume Robic           | DVG    | 06 | Bretagne démocrate sociale et écologiste                   | Maire de Rostrenen                                     |
|                     | Adeline Yon-Berthelot     | DVG    | 07 | Bretagne démocrate sociale et écologiste                   | —                                                      |
|                     | Philippe Hercouët         | PS     | 08 | Bretagne démocrate sociale et écologiste                   | Maire de Lamballe-Armor                                |
|                     | Marc Le Fur               | LR     | 01 | Hissons haut la Bretagne - Droite, centre et régionalistes | Député des Côtes-d'Armor (jusqu'en 2024)               |
|                     | Véronique Méheust         | LR     | 02 | Hissons haut la Bretagne - Droite, centre et régionalistes | Adjointe au maire de Pleudihen-sur-Rance               |
|                     | Stéphane de Sallier Dupin | LR     | 03 | Hissons haut la Bretagne - Droite, centre et régionalistes | Conseiller municipal de Lamballe-Armor                 |
|                     | Valérie Tabart            | EB     | 01 | Breizh a-gleiz - Autonomie, écologie, territoires          | Conseillère municipale de Laurenan                     |
|                     | Nil Caouissin             | UDB    | 02 | Breizh a-gleiz - Autonomie, écologie, territoires          | —                                                      |
|                     | Olivier Allain *          | RE-TdP | 01 | Bretagne centre gauche                                     | Maire de Corlay                                        |
|                     | Stéphanie Stoll           | DVC    | 02 | Nous la Bretagne - Ni Breizhiz                             | —                                                      |
|                     | Gérard de Mellon          | RN     | 01 | Rassemblement national                                     | Conseiller municipal de Dinan                          |
|                     | Astrid Prunier            | RN     | 02 | Rassemblement national                                     | —                                                      |
| * Vice-président(e) |                           |        |    |                                                            |                                                        |

### 2015-2021
|                     | Corinne Erhel             | PS-EM          | 01 | Socialiste et apparenté.e.s                                     | Députée des Côtes-d'Armor                                                  |
|                     | Fanny Chappé              | PS             | -  | Alliance progressiste des socialistes et démocrates de Bretagne | Maire de Paimpol Remplace Corinne Erhel, décédée, à partir du 22 juin 2017 |
|                     | Gérard Lahellec *         | PCF            | 02 | Communistes et progressistes                                    | Ancien adjoint au maire de Saint-Brieuc                                    |
|                     | Georgette Bréard *        | PS             | 03 | Alliance progressiste des socialistes et démocrates de Bretagne | Ancienne maire de Hénon                                                    |
|                     | Olivier Allain *          | PS puis LREM   | 04 | Bremañ - Bretagne en marche                                     | Maire de Corlay                                                            |
|                     | Gaëlle Nique              | PS             | 05 | Alliance progressiste des socialistes et démocrates de Bretagne | Conseillère municipale de Saint-Brieuc                                     |
|                     | Thierry Burlot *          | PS puis LREM   | 06 | Bremañ - Bretagne en marche                                     | Conseiller municipal de Pléguien                                           |
|                     | Sylvie Argat-Bouriot      | PRG            | 07 | Radicaux de gauche et apparentés                                | —                                                                          |
|                     | Dominique Ramard          | ECO            | 08 | Alliance progressiste des socialistes et démocrates de Bretagne | Maire de Saint-Juvat                                                       |
|                     | Gaby Cadiou               | DVG (PCF app.) | 09 | Communistes et progressistes                                    | Adjointe au maire de Plouaret                                              |
|                     | Philippe Hercouët         | PS             | 10 | Alliance progressiste des socialistes et démocrates de Bretagne | Maire de Lamballe-Armor                                                    |
|                     | Marc Le Fur               | LR             | 01 | Droite, centre et régionalistes                                 | Député des Côtes-d'Armor                                                   |
|                     | Sylvie Guignard           | UDI            | 02 | Droite, centre et régionalistes                                 | Adjointe au maire de Langueux                                              |
|                     | Stéphane de Sallier Dupin | LR             | 03 | Droite, centre et régionalistes                                 | Conseiller municipal de Lamballe puis Lamballe-Armor                       |
|                     | Martine Tison             | LR             | 04 | Droite, centre et régionalistes                                 | Adjointe au maire de Callac                                                |
|                     | Gérard de Mellon          | FN-RN          | 01 | Rassemblement national                                          | Conseiller municipal de Dinan                                              |
|                     | Catherine Blein           | FN puis EXD    | 01 | Non-inscrit                                                     | —                                                                          |
| * Vice-président(e) |                           |                |    |                                                                 |                                                                            |

### 2010-2015
|                     | Thierry Burlot *          | PS  | 01 | -                          | Conseiller municipal de Pléguien                                                                       |
|                     | Georgette Bréard *        | PS  | 02 | -                          | Maire de Hénon                                                                                         |
|                     | Gérard Lahellec *         | PCF | 03 | Communiste et progressiste | Ancien adjoint au maire de Saint-Brieuc                                                                |
|                     | Hélène Coz                | PS  | 04 | -                          | 1re adjointe au maire de La Vicomté-sur-Rance                                                          |
|                     | Michel Morin *            | PS  | 05 | -                          | — |
|                     | Gaëlle Nique              | PS  | 06 | -                          | Conseillère municipale de Saint-Brieuc                                                                 |
|                     | Thierry Meuriot           | DVG | 07 | -                          | — |
|                     | Jean-Yves Milbeau         | DVG | 13 | -                          | Conseiller municipal de Plusquellec Remplace Thierry Meuriot, démissionnaire, à partir du 18 août 2011 |
|                     | Monique Haméon            | PCF | 14 | Communiste et progressiste | Conseillère générale de Collinée Remplace Jean-Yves Milbeau, décédé, à partir de juin 2014             |
|                     | Josiane Corbic            | PCF | 08 | Communiste et progressiste | Conseillère municipale de Ploumagoar                                                                   |
|                     | Christian Marquet         | PS  | 09 | -                          | Maire de Lannion                                                                                       |
|                     | Jacqueline Chevé          | PS  | 10 | -                          | Sénatrice des Côtes-d'Armor                                                                            |
|                     | Corinne Erhel             | PS  | 12 | -                          | Députée des Côtes-d'Armor Remplace Jacqueline Chevé, décédée entre les deux tours                      |
|                     | Dominique Ramard          | BÉ  | 11 | -                          | Maire de Saint-Juvat                                                                                   |
|                     | Sylvie Guignard           | NC  | 01 | -                          | Conseillère municipale de Langueux                                                                     |
|                     | Stéphane de Sallier Dupin | PCD | 02 | -                          | Conseiller municipal de Lamballe                                                                       |
|                     | Valérie Garcia            | UMP | 03 | -                          | — |
|                     | Hervé Guélou              | UMP | 04 | -                          | Maire de Plufur                                                                                        |
|                     | Mona Bras                 | UDB | 01 | -                          | Conseillère municipale de Guingamp                                                                     |
|                     | René Louail               | DVG | 02 | -                          | — |
| * Vice-président(e) |                           |     |    |                            | |

### 2004-2010
|                     | Michel Morin *              | PS  | 01 | -         | —                                                                |
|                     | Georgette Bréard *          | PS  | 02 | -         | Maire de Hénon                                                   |
|                     | Gérard Lahellec *           | PCF | 03 | -         | Ancien adjoint au maire de Saint-Brieuc                          |
|                     | Corinne Erhel               | PS  | 04 | -         | Députée des Côtes-d'Armor                                        |
|                     | Michel Balbot               | LV  | 05 | -         | Ancien maire de Mellionnec                                       |
|                     | Jacqueline Chevé            | PS  | 06 | -         | Sénatrice des Côtes-d'Armor et conseillère municipale de Loudéac |
|                     | Didier Morel                | PS  | 07 | -         | Conseiller général de Dinan-Ouest                                |
|                     | Marie-Claire Boulard-Galiot | PS  | 14 | -         | — Remplace Didier Morel, décédé, à partir du 13 juillet 2004     |
|                     | Josiane Corbic              | PCF | 08 | -         | Conseillère municipale de Ploumagoar                             |
|                     | Thierry Burlot              | PS  | 09 | -         | Conseiller municipal de Pléguien                                 |
|                     | Mona Bras                   | UDB | 10 | -         | Conseillère municipale de Guingamp                               |
|                     | Didier Le Buhan             | PS  | 11 | -         | Conseiller municipal de Saint-Brieuc                             |
|                     | Isabelle Métayer            | LV  | 12 | -         | Adjointe au maire de Lannion                                     |
|                     | Thierry Troël               | PS  | 13 | -         | —                                                                |
|                     | Bruno Joncour               | UDF | 01 | UDF-MoDem | Maire de Saint-Brieuc                                            |
|                     | Mireille Dubois             | UMP | 02 | -         | 1re adjointe au maire de Plérin                                  |
|                     | Jean Hélias                 | UMP | 03 | -         | Ancien conseiller municipal de Ploufragan                        |
|                     | Anne-Marie Crolais          | UDF | 04 | UDF-MoDem | —                                                                |
|                     | Jacques Saleun              | UMP | 05 | -         | Maire de Paimpol                                                 |
|                     | Marie-Françoise Droniou     | UDF | 06 | UDF-MoDem | — Remplace Jacques Saleun, décédé, à partir du 23 octobre 2004   |
| * Vice-président(e) |                             |     |    |           |                                                                  |

### 1998-2004
|                     | Marie-Reine Tillon  | PS puis DVG  | 01 | - | Conseillère générale et maire de Matignon |
|                     | Didier Morel        | PS           | 09 | - | Conseiller général de Dinan-Ouest, ancien conseiller municipal de Dinan Remplace Marie-Reine Tillon, démissionnaire pour cause de cumul, à partir de juillet 2001 |
|                     | Michel Brémont      | PS           | 02 | - | Conseiller municipal de Saint-Brieuc |
|                     | Yvon Le Duff        | PS           | 08 | - | Adjoint au maire de Ploubazlanec Remplace Michel Brémont, élu conseiller général, à partir de mars 1998                                                           |
|                     | Gérard Lahellec     | PCF          | 03 | - | Adjoint au maire de Saint-Brieuc |
|                     | Michel Balbot       | LV           | 04 | - | Maire de Mellionnec |
|                     | Michel Morin        | PS           | 05 | - | — |
|                     | Marie-Renée Oget    | PS           | 06 | - | Députée des Côtes-d'Armor et maire de Treffrin |
|                     | Yves Dollo          | PS           | 10 | - | Ancien 1er adjoint au maire de Saint-Brieuc Remplace Marie-Renée Oget, élue députée (4e circ.), à partir d'août 2002                                              |
|                     | Josiane Corbic      | PCF          | 07 | - | Conseillère municipale de Ploumagoar |
|                     | Yvon Bonnot *       | UDF-FD       | 01 | - | Maire de Perros-Guirec |
|                     | Jean Hélias *       | RPR puis UMP | 02 | - | Conseiller municipal de Ploufragan |
|                     | Bruno Joncour       | UDF          | 03 | - | Maire de Saint-Brieuc |
|                     | Daniel Pennec       | RPR puis UMP | 04 | - | Conseiller municipal de Guingamp |
|                     | Marc Le Fur         | RPR puis UMP | 05 | - | Député des Côtes-d'Armor et conseiller général de Quintin |
|                     | René Benoît         | DL puis UMP  | 07 | - | Maire de Dinan Remplace Marc Le Fur, élu député (3e circ.), à partir d'août 2002                                                                                  |
|                     | Jean-Yves Lebas     | UDF puis UMP | 06 | - | Adjoint au maire de Pléneuf-Val-André |
|                     | Jean-Luc de Trogoff | FN           | 01 | - | — |
|                     | Martial Collet      | LO           | 01 | - | — |
|                     | Gabriel Lopez *     | CPNT         | 01 | - | Conseiller municipal de Trébeurden |
| * Vice-président(e) |                     |              |    |   | |

### 1992-1998
|                     | Yvon Bonnot *       | UDF-CDS     | 01 | - | Député des Côtes-d'Armor et maire de Perros-Guirec                                                                                   |
|                     | Jean Hélias *       | RPR         | 02 | - | Conseiller municipal de Ploufragan                                                                                                   |
|                     | Bernard Sohier      | UDF-CDS     | 03 | - | Conseiller général et maire de Merdrignac                                                                                            |
|                     | Daniel Pennec       | RPR         | 04 | - | Député des Côtes-d'Armor |
|                     | Bruno Joncour       | UDF-PR      | 05 | - | Conseiller général de Saint-Brieuc-Ouest et conseiller municipal de Saint-Brieuc                                                     |
|                     | Yves Nédélec        | RPR         | 06 | - | Conseiller municipal de Lannion, ancien maire                                                                                        |
|                     | Yves Dollo          | PS          | 01 | - | Député des Côtes-d'Armor, 1er adjoint au maire de Saint-Brieuc                                                                       |
|                     | Alain Gouriou       | PS          | 02 | - | Député des Côtes-d'Armor, conseiller général et maire de Lannion                                                                     |
|                     | Jean Le Floc'h      | PS          | 07 | - | Conseiller général de Lanvollon et maire de Pommerit-le-Vicomte Remplace Alain Gouriou, élu député (5e circ.), à partir de juin 1997 |
|                     | Jean Gaubert        | PS          | 03 | - | Député des Côtes-d'Armor, conseiller général de Plancoët et maire de Pluduno                                                         |
|                     | Gilbert Leroy       | PS puis DVG | 05 | - | Ancien conseiller municipal de Corlay Remplace Jean Gaubert, devenu député, à partir de mai 1992                                     |
|                     | Maryvonne Gerretsen | PS          | 04 | - | Conseillère municipale de Taden |
|                     | Claudy Lebreton     | PS          | 06 | - | Conseiller général de Jugon-les-Lacs et maire de Plénée-Jugon Remplace Maryvonne Gerretsen, décédée, à partir de juillet 1993        |
|                     | Marie-Renée Oget    | PS          | 08 | - | Conseillère municipale de Treffrin Remplace Claudy Lebreton à partir du 1er janvier 1997                                             |
|                     | Édouard Quemper     | PCF         | 01 | - | Adjoint au maire de Saint-Brieuc, ancien conseiller général de Plérin                                                                |
|                     | Gérard Lahellec     | PCF         | 03 | - | Adjoint au maire de Saint-Brieuc Remplace Édouard Quemper, démissionnaire, à partir du 24 janvier 1994                               |
|                     | Christian Le Verge  | PCF         | 02 | - | Conseiller général de Guingamp et maire de Ploumagoar                                                                                |
|                     | Jean Sanquer        | GÉ          | 01 | - | Conseiller municipal de Saint-Jacut-de-la-Mer                                                                                        |
|                     | Raymond Blanc       | FN          | 01 | - | — |
|                     | Michel Balbot       | LV          | 01 | - | Maire de Mellionnec |
|                     | Gérard Gautier      | VB          | 01 | - | — |
| * Vice-président(e) |                     |             |    |   | |

### 1986-1992
|                     | Yves Dollo          | PS        | 01 | Socialiste | Député des Côtes-du-Nord, 1er adjoint au maire de Saint-Brieuc                                                         |
|                     | Maurice Briand      | PS        | 02 | Socialiste | Député des Côtes-du-Nord, maire de Guingamp                                                                            |
|                     | Pierre-Yvon Trémel  | PS        | 03 | Socialiste | Député des Côtes-du-Nord, conseiller général de la Roche-Derrien et maire de Cavan                                     |
|                     | Maryvonne Gerretsen | PS        | 07 | Socialiste | Conseillère municipale de Taden Remplace Pierre-Yvon Trémel, élu député (5e circ.), à partir de juin 1988              |
|                     | Claude Saunier      | PS        | 04 | Socialiste | Sénateur des Côtes-du-Nord, conseiller général de Saint-Brieuc-Nord et maire de Saint-Brieuc                           |
|                     | Gilbert Le Roy      | PS        | 08 | Socialiste | Conseiller municipal de Corlay Remplace Claude Saunier, réélu conseiller général, à partir d'octobre 1988              |
|                     | Simone Darcel       | PS        | 05 | Socialiste | Maire de Plessala |
|                     | Jean Gaubert        | PS        | 06 | Socialiste | Conseiller général de Plancoët et maire de Pluduno                                                                     |
|                     | René Benoît         | UDF-PR    | 01 | -          | Député des Côtes-du-Nord, conseiller général de Dinan-Est et maire de Dinan                                            |
|                     | Yvon Bonnot *       | UDF-CDS   | 02 | -          | Maire de Perros-Guirec                                                                                                 |
|                     | Yves Nédélec        | RPR diss. | 03 | -          | Maire de Lannion |
|                     | Bernard Sohier      | UDF-CDS   | 04 | -          | Conseiller général et maire de Merdrignac                                                                              |
|                     | Bruno Joncour       | UDF-PR    | 05 | -          | Conseiller général de Saint-Brieuc-Ouest et conseiller municipal de Saint-Brieuc                                       |
|                     | Aimé Belz           | RPR       | 01 | -          | — |
|                     | Jean Hélias         | RPR       | 02 | -          | Conseiller municipal de Ploufragan                                                                                     |
|                     | Louis Arcelin       | RPR       | 03 | -          | Adjoint au maire de Dinan                                                                                              |
|                     | Louis Marteil       | RPR       | 04 | -          | Maire d'Yffiniac Remplace Louis Arcelin, décédé en fonction, à partir de décembre 1988                                 |
|                     | Félix Leyzour       | PCF       | 01 | -          | Sénateur des Côtes-du-Nord, conseiller général et maire de Callac                                                      |
|                     | Christian Le Verge  | PCF       | 03 | -          | Conseiller général de Guingamp et maire de Ploumagoar Remplace Félix Leyzour, élu sénateur, à partir de septembre 1989 |
|                     | Jacques Coignard    | PCF       | 02 | -          | — |
| * Vice-président(e) |                     |           |    |            | |